# Kempnyia gracilenta
Kempnyia gracilenta és una espècie d'insecte plecòpter pertanyent a la família dels pèrlids.

## Descripció
- La larva és en general de color marró rogenc clar amb el cap fosc a la zona posterior, els ocels negres, els ulls negres amb una franja blanca a la base, les antenes amb un patró uniforme marró groguenc, el pronot marró amb taques clares que formen un patró característic i una banda mitjana pàl·lida, la mandíbula groguenca amb cinc dents punxegudes de color marró fosc, el palps dels llavis grocs pàl·lids i els cercs marrons foscos a la base i més pàl·lids a l'àpex.
- Les nimfes tenen l'abdomen de color marró fosc.[5]

## Hàbitat
En el seu estadi immadur és aquàtic i viu a l'aigua dolça, mentre que com a adult és terrestre i volador.

## Distribució geogràfica
Es troba a Sud-amèrica: el Brasil (Espírito Santo, Minas Gerais, Rio de Janeiro i São Paulo).